# سیم-مارکوس پست
سیم-مارکوس پست (استونیایی: Siim-Markus Post؛ زادهٔ ۱۳ فوریهٔ ۱۹۹۷) بازیکن بسکتبال اهل استونی است.